# Giovanni Fulco
Giovanni Fulco (* 1605 in Messina; † 1680 in Rom) war ein italienischer Maler des Barocks auf Sizilien.

## Leben
Fulco war zunächst Schüler von Antonio Catalano il Giovane (1585–1666) in Messina und wechselte dann zu Massimo Stanzione in Neapel, von dem er das Chiaroscuro des Caravaggio und den eleganten Malstil von Guido Reni übernahm.
Zurück in Messina war er als Maler von Fresken und Altarbildern tätig. Wegen der antispanischen Revolte von 1674 musste Fulco Messina verlassen. Über Neapel ging er nach Rom, wo er 1680 verstarb.
Die Zeichnungen aus seinem Nachlass sicherte sich der berühmte Maler Carlo Maratta, der Fulcos kraftvolle und realistische Malweise schätzte.
Der größte Teil von Fulcos Arbeiten ging durch das große Erdbeben von 1908 verloren.
Einer seiner Schüler in Messina war Giovanni Lo Coco

## Werke (Auswahl)
- Chiesa della Santissima Annunziata (Messina): Fresken und “Mariengeburt” in der Cappella del Crocifisso
- Chiesa di Santa Maria Assunta (Messina VI, Faro Superiore/Ganzirri):Tafelbild “Pietà”
- Chiesa Santa Maria della Lettera (Messina VI, Torre Faro): Tafelbilder “Stigmatisierung des Franziskus” und “Pietà”
- Basilica dei Santissima Pietro e Paolo (Acireale): Fresken im Chor und in der Apsis (mit Baldessaro Grasso)